# Església de la Asunción de Nuestra Señora (Fuentes Calientes)
L'Església de la Asunción de Nuestra Señora és una església parroquial catòlica del segle xvi d'estil gòtic-renaixentista situada a la localitat aragonesa de Fuentes Calientes (Espanya).
Es tracta d'un temple amb una nau de tres trams de planta rectangular i amb una capella major de forma poligonal, a més a més de capelles situades entre els contraforts. La coberta és una volta de creueria estrelada.
Compta amb una torre a la capçalera, del costat de l'espístola, de planta quadrada, de maçoneria i carreu, amb gàrgoles i una cuculla de forma piramidal.